# 中央财经委员会
中央财经委员会是中国共产党中央委员会领导财经工作的决策议事协调机构，是中华人民共和国经济的核心领导和决策部门，主任由中共中央总书记担任。

## 沿革
1949年6月4日，陈云、薄一波开始筹组中央财经委员会，暂时隶属中央军委，将来移交中華人民共和國中央人民政府。1949年7月12日，中央财经委员会正式成立，简称“中财委”，办公地点北平市朝阳门内大街九爷府（此前为中国人民解放军第四野战军司令部驻地）中央财经委员会领导了平易“七月物价”风波。
1949年9月27日中国人民政治协商会议第一届全体会议通过《中华人民共和国中央人民政府组织法》，中央财政经济委员会根据第十八条的规定更名为政务院财政经济委员会，仍简称“中财委”。10月20日正式挂牌。
1980年3月17日中共中央政治局常委会决定成立“中央财政经济领导小组”，取代了1979年3月14日成立的“国务院财政经济委员会”，由中共中央政治局委员赵紫阳兼任组长。1989年6月，兼任组长的中共中央总书记赵紫阳因六四事件下台，7月28日，中共中央决定撤销中央财经领导小组。1992年12月28日，中央财经领导小组恢复设立，由时任中共中央总书记江泽民兼任组长。
一位接近中财办的人士向《南方周末》记者透露，中央财经领导小组召开会议的次数大约每季度一次。
2018年3月中共中央印发的《深化党和国家机构改革方案》称，“中央全面深化改革领导小组、中央网络安全和信息化领导小组、中央财经领导小组、中央外事工作领导小组改为委员会。为加强党中央对涉及党和国家事业全局的重大工作的集中统一领导，强化决策和统筹协调职责，将中央全面深化改革领导小组、中央网络安全和信息化领导小组、中央财经领导小组、中央外事工作领导小组分别改为中央全面深化改革委员会、中央网络安全和信息化委员会、中央财经委员会、中央外事工作委员会，负责相关领域重大工作的顶层设计、总体布局、统筹协调、整体推进、督促落实。”“4个委员会的办事机构分别为中央全面深化改革委员会办公室、中央网络安全和信息化委员会办公室、中央财经委员会办公室、中央外事工作委员会办公室。”

## 历届组成人员
第十七届中央委员会时期
- 组长：胡锦涛
- 副组长：温家宝
- 成员：李克强、回良玉、张德江、王岐山、马凯、张平、谢旭人、周小川、王勇、郭树清、尚福林、项俊波、朱之鑫
- 秘书长：王岐山
- 副秘书长：朱之鑫

第十八届中央委员会时期
组长：
- 习近平（中共中央總書記、國家主席、中央軍委主席）

副组长：
- 李克强（中共中央政治局常委、國務院總理）

成员：
- 刘云山（中共中央政治局常委、中共中央書記處書記）
- 张高丽（中共中央政治局常委、國務院副總理）
- 刘延东（中共中央政治局委員、國務院副總理）
- 汪洋（中共中央政治局委員、國務院副總理）
- 马凯（中共中央政治局委員、國務院副總理）
- 王沪宁（中共中央政治局委員、中共中央政策研究室主任）
- 栗战书（中共中央政治局委員、中共中央辦公廳主任）
- 杨晶（國務委員兼國務院秘書長）
- 杨洁篪（國務委員）
- 周小川（中國人民銀行行長）
- 房峰辉（解放軍總參謀長）
- 肖捷（國務院副秘書長）
- 徐绍史（國家發改委主任）
- 苗圩（工信部部長）
- 姜大明（國土資源部部長）
- 姜伟新（住建部部長）
- 陈雷（水利部部長）
- 刘鹤（中央財經領導小組辦公室主任）
- 王毅（外交部部長）
- 王志刚（科技部黨組書記兼副部長）
- 楼继伟（財政部部長）
- 周生贤（環境保護部部長）
- 杨传堂（交通運輸部部長）
- 吴新雄（國家發改委副主任、國家能源局局長）

办公室主任：刘鹤
办公室副主任：易纲、杨伟民、朱光耀、舒国增、韩俊
第十九届中央委员会时期（改革前）
- 组长：习近平
- 副组长：李克强
- 成员：王沪宁、韩正
- 办公室主任：刘鹤
- 办公室副主任：廖岷[6]

第十九届中央委员会时期（改革后）
- 主任：习近平
- 副主任：李克强
- 委员：王沪宁、韩正等
- 办公室主任：刘鹤
- 办公室副主任：廖岷[6]

第二十届中央委员会时期
- 主任：习近平
- 副主任：李强
- 委员：蔡奇、丁薛祥等
- 办公室主任：何立峰

## 歷次會議

### 第十九屆中央委员会
|    | 日期           | 內容 | 備註 |
| -- | -------------- | --- | ---- |
| 1  | 2018年4月2日   | - 研究打好三大攻坚战的思路和举措 - 研究审定《中央财经委员会工作规则》 - 听取了中国人民银行关于打好防范化解重大风险攻坚战的思路和举措的汇报 - 听取了国务院扶贫办关于打好精准脱贫攻坚战的思路和举措的汇报 - 听取了生态环境部关于打好污染防治攻坚战的思路和举措的汇报 |      |
| 2  | 2018年7月13日  | - 听取了国家发展改革委、科技部、工业和信息化部、中国科学院、中国工程院的汇报 |      |
| 3  | 2018年10月10日 | - 研究提高我国自然灾害防治能力和川藏铁路规划建设问题 - 听取了国家发展改革委、应急管理部、自然资源部、水利部、科技部和中国铁路总公司的汇报 |      |
| 4  | 2019年4月22日  | - 研究全面建成小康社会补短板问题和中央经济工作会议精神落实情况 - 听取了国家发展改革委、国家统计局、生态环境部、国务院扶贫办、中央农办和农业农村部关于全面建成小康社会补短板问题的汇报 - 听取了国家发展改革委、工业和信息化部、财政部、中国人民银行等部门关于中央经济工作会议精神落实情况的汇报                                                                          |      |
| 5  | 2019年8月26日  | - 研究推动形成优势互补高质量发展的区域经济布局问题、提升产业基础能力和产业链水平问题 - 听取了国家发展改革委、国家统计局、上海市、广东省、辽宁省关于推动形成优势互补高质量发展的区域经济布局问题的汇报 - 听取了国家发展改革委、工业和信息化部、国务院国资委、中国工程院关于提升产业基础能力和产业链水平问题的汇报                                                        |      |
| 6  | 2020年1月3日   | - 研究黄河流域生态保护和高质量发展问题、推动成渝地区双城经济圈建设问题 - 听取了国家发展改革委、自然资源部、生态环境部、水利部、文化和旅游部关于黄河流域生态保护和高质量发展问题的汇报 - 听取了国家发展改革委、重庆市、四川省关于推动成渝地区双城经济圈建设问题的汇报 |      |
| 7  | 2020年4月10日  | - 研究国家中长期经济社会发展战略若干重大问题 |      |
| 8  | 2020年9月9日   | - 研究畅通国民经济循环和现代流通体系建设问题 - 研究党的十九大以来中央财经委员会会议决策部署落实情况 - 听取了国家发展改革委、交通运输部、商务部、中国人民银行关于畅通国民经济循环和现代流通体系建设的汇报 - 听取了国家发展改革委、科技部、工业和信息化部、生态环境部、应急管理部、中国人民银行等部门关于党的十九大以来中央财经委员会会议决策部署落实情况的汇报           |      |
| 9  | 2021年3月15日  | - 研究促进平台经济健康发展问题和实现碳达峰、碳中和的基本思路和主要举措 - 听取了国家发展改革委、中国人民银行、国家市场监管总局关于促进平台经济健康发展的汇报 - 听取了国家发展改革委、生态环境部、自然资源部关于实现碳达峰、碳中和的总体思路和主要举措的汇报 |      |
| 10 | 2021年8月17日  | - 研究扎实促进共同富裕问题 - 研究防范化解重大金融风险、做好金融稳定发展工作问题 - 听取了国家发展改革委、财政部、人力资源和社会保障部、中央农办关于扎实推动共同富裕问题的汇报 - 听取了中国人民银行、中国银保监会、中国证监会、国家发展改革委、财政部关于防范化解重大金融风险、做好金融稳定发展工作问题的汇报                                                             |      |
| 11 | 2022年4月26日  | - 研究全面加强基础设施建设问题 - 研究党的十九大以来中央财经委员会会议决策部署落实情况 - 听取了国家发展改革委、工业和信息化部、交通运输部、住房和城乡建设部、农业农村部、水利部等部门关于全面加强基础设施建设问题的汇报 - 听取了国家发展改革委、科技部、生态环境部、农业农村部、应急管理部、中国人民银行等部门关于党的十九大以来中央财经委员会会议决策部署落实情况的汇报 |      |

### 第二十屆中央委员会
| 次 | 日期          | 研究问题                                                    | 備註 |
| -- | ------------- | ----------------------------------------------------------- | ---- |
| 1  | 2023年5月5日  | - 加快建设现代化产业体系 - 以人口高质量发展支撑中国式现代化 |      |
| 2  | 2023年7月20日 | - 加强耕地保护和盐碱地综合改造利用                          |      |
| 4  | 2024年2月23日 | - 大规模设备更新和消费品以旧换新 - 有效降低全社会物流成本   |      |
| 6  | 2025年7月1日  | - 纵深推进全国统一大市场建设 - 海洋经济高质量发展           |      |

## 办事机构
中央财经领导小组下设办公室，即中央财经领导小组办公室，简称“中财办”，是中国经济决策的最核心部门。2018年改为中央财经委员会办公室。

### 引用
1. ↑  . 中国机构编制网. 2012-03-23  [2017-09-15]. （原始内容存档于2017-09-15）.
2. ↑  . 中国机构编制网. 2012-03-23  [2017-09-15]. （原始内容存档于2017-09-15）.
3. ↑  . 中国机构编制网. 2012-03-23  [2017-09-15]. （原始内容存档于2017-09-15）.
4. ↑  . 新华网. 2018-03-21  [2018-03-21]. （原始内容存档于2020-05-30）.
5. ↑  . 人民网.   [2016-10-18]. （原始内容存档于2016-10-19）.
6. 1 2  新华社. . 新浪网. 2019-01-29  [2019-01-29]. （原始内容存档于2020-03-27）.